# کهرویه
کهرویه، روستایی از توابع بخش مرکزی شهرستان شهرضا در استان اصفهان ایران است.
روستایی کوهستانی که اطراف آن را کوههایی به تام کوه سیاه، کوه وزم، کوه باریکی و ... فراگرفته و پوشش گیاهی آن مناسب است. کهرویه در 55 کیلومتری جنوب شهر دهاقان و در مسیر جاده شهرضا به سمیرم، از شمال به روستای قصرچم شهرضا، از شرق به روستای یحیی‌آباد و از جنوب و غرب به شهرستان سمیرم محدود می‌شود. طول جغرافیایی آن 51 درجه و 50 دقیقه و عرض جغرافیایی‌اش 31 درجه و 44 دقیقه است.

## جمعیت
این روستا در دهستان کهرویه قرار دارد و براساس سرشماری مرکز آمار ایران در سال ۱۳۸۵، جمعیت آن ۲٬۳۱۰ نفر (۶۴۳خانوار) بوده‌است.